# A Week of Garfield
A Week of Garfield (ガーフィールドの一週間; Garfield no Isshukan) is een computerspel dat werd ontwikkeld door MARS Corporation en uitgegeven door Towa Chiki. Het spel kwam in 1989 uit voor de Nintendo Entertainment System. Het spel is gebaseerd op de Amerikaanse stripserie Garfield. Het is het enige Garfield computerspel dat alleen in Japan is uitgebracht.

## Achtergrond
Het spel is een platformspel waarin Garfield vijanden moet verslaan of ontwijken en voorwerpen verzamelen. Vijanden zijn onder andere muizen, spinnen en vogels. Garfields primaire aanval is een lage schop, maar hij kan powerups verzamelen voor meer aanvallen zoals het gooien met hamburgers. Over het algemeen loopt Garfield rechtop, maar indien nodig kan hij ook op vier poten lopen om zo vijanden te ontwijken.
Garfield heeft een gezondheidsmeter die terugloopt als hij gewond raakt, maar kan worden aangevuld met het verzamelen van punten. Naast dat het spel de score van een speler bijhoudt, houdt het ook de tijd die de speler over een level doet bij.
Elk level van het spel is vernoemd naar een dag van de week. In totaal zijn er 9 levels om uit te spelen.

## Voorwerpen
- Melk – hersteld Garfields gezondheidsmeter
- Kop koffie – idem
- Visgraat - verlaagt Garfields gezondheidsmeter
- Bot – geeft Garfield 10 botprojectielen als wapens
- Burger – geeft Garfield 5 hamburgers als wapens.
- Kaas – geeft Garfield 5 kaasprojectielen als wapens.
- Lasagne – tijdelijke onkwetsbaarheid
- Laarzen – verhogen tijdelijk Garfields snelheid.

## Sleutels
In elk level moet Garfield een aantal sleutels verzamelen om het level uit te spelen:
- Maandag: 3 sleutels
- Dinsdag: 3 sleutels
- Woensdag: 1 sleutel
- Donderdag: 3 sleutels
- Vrijdag: 3 sleutels
- Zaterdag: 1 sleutel
- Zondag – 1 sleutel

## Eindbazen
In vier van de negen levels moet Garfield een eindbaas verslaan. Dit zijn:
- Level 4 – een met messen gooiende kat
- Level 5 – een met appels gooiende kat
- Level 6 – een ballengooiende kat
- Level 9 – Laatste baas kat (gooit ook met dolken).